# Алвин Хансен
Алвин Харви Хансен (на английски: Alvin Hansen; 23 август 1887 – 6 юни 1975), някога наричан „американския Кейнс“, въвежда през 1930-те революционната тогава кейнсианска икономика в САЩ. Професор по икономика в Харвард, той е бил продуктивен автор и е спомогнал за създаването на Съвет на икономическите консултанти и Социална осигурителна система.